# Kubbe en Norrflärke
Kubbe en Norrfjärke (Zweeds: Kubbe och Norrflärke) is een småort in de gemeente Örnsköldsvik in het landschap Ångermanland en de provincie Västernorrlands län in Zweden. Het småort heeft 129 inwoners (2005) en een oppervlakte van 95 hectare. Eigenlijk bestaat het småort uit twee plaatsen: Kubbe en Norrflärke. Het småort ligt ongeveer 50 kilometer ten noordwesten van de stad Örnsköldsvik.

## Verkeer en vervoer
Bij de plaats loopt de Länsväg 348.